# Кракс-рогань сирайський
Кракс-рогань сирайський (Pauxi koepckeae) — вид куроподібних птахів родини краксових (Cracidae).

## Назва
Вид koepckeae названо на честь німецької орнітологині Марії Кьопке (1924—1971).

## Поширення
Ендемік Перу. Вид поширений лише у горах Ель-Сіра в регіоні Уануко. Його природне середовище проживання — тропічний, вологий, гірський хмарний ліс.
Вперше його виявили в 1969 році, коли було знайдено самця і самицю (самиця була випадково з'їдена), і не була знову зафіксована вченими до 2000 і 2003 років, коли місцевим ашанінкам показали фотографії птахів і відповідно 1 і 14 осіб згадали, що бачили або полювали на них протягом останніх кількох років.